# Clinge- en Kieldrechtpolders
De Clinge- en Kieldrechtpolders is een poldercomplex ten zuidoosten van Hulst.
In dit complex, dat zich gedeeltelijk tot in België uitstrekt, liggen de dorpen Clinge, De Klinge, Nieuw-Namen en Kieldrecht. In het noorden wordt dit complex afgesloten door de Linie van Communicatie ten Oosten van Hulst, welke in 1591 werd aangelegd.
Het complex bestaat uit de volgende polders:
- Clingepolder
- Kieldrechtpolders

Burghpolder · Clinge- en Kieldrechtpolders · Clingepolder · Dullaertpolder · Eekenissepolder · Graauwsche Polders · Havenpolder · Hertogin Hedwigepolder · Hoof- en Molenpolder · Hooglandpolder · Kieldrechtpolders · Kievitpolder · Kleine Molenpolder · Koningin Emmapolder · Langendampolder · Louisapolder · Mariapolder (Hulst) · Melopolder · Mispadpolder · Molenpolder (Hulst) · Nijspolder · Noordhofpolder · Oude Graauwpolder · Oudelandpolder · Polders tussen Lamswaarde en Hulst · Polders van Hontenisse en Ossenisse · Saaftingepolders · Saeftingepolder · Ser-Pauluspolder · Stoofpolder · Van Alsteinpolder · Vitshoek · Willem-Hendrikspolder · Zandpolder · Zoutepolder